# NWA World Women's Championship
El NWA World Women's Championship (Campeonato Mundial Femenil de la NWA en español) es un campeonato femenino de lucha libre profesional de la National Wrestling Alliance. Este campeonato es defendido en los circuitos independientes de Estados Unidos. La campeona actual es Kenzie Paige, quien se encuentra en su primer reinado.
Posteriormente, Byers fue reconocida como Campeona Mundial de la NWA, y Burke creó el Campeonato Mundial de la WWWA y fue reconocida como su primera campeona. Tras el retiro de Byers en junio de 1956, se llevó a cabo principalmente (y fue operada) por Lillian Ellison con su nombre de timbre, The Fabulous Moolah, quien ganó el campeonato en una batalla real en septiembre de 1956.

## Historia
Entre 1956 y 1983, fue detenido casi exclusivamente por Lillian Ellison (conocida como The Fabulous Moolah), quien lo ganó por primera vez en un torneo celebrado en 1956 y se quedó con la propiedad. En 1983, Ellison vendió el título a la World Wrestling Federation (ahora como WWE), convirtiéndose en el Campeonato Femenino de la WWF.
WWF reconoció a Moolah como el actual campeón, pero no consideró oficial todos los cambios de título que tuvieron lugar después de la primera conquista del cinturón por parte del luchador.
La NWA ofreció el título en juego solo después de que se vendió a WWF y se le cambió el nombre, mientras que la que se usa actualmente en la NWA todavía se defiende en las federaciones del territorio de la NWA.

## Campeonas

### Campeona actual
La actual campeona es Kenzie Paige, quien se encuentra en su primer reinado como campeona. Paige ganó el campeonato tras derrotar a la excampeona Kamille el 27 de agosto de 2023 en NWA 75th Anniversary Show.
Paige registra hasta el 7 de julio de 2025 las siguientes defensas televisadas:

### Lista de campeonas
N/A indica cambios no reconocidos por la National Wrestling Alliance
| N.º | Campeona              | Lucha                               | Lucha                    | Lucha                              | Estadísticas | Estadísticas | Notas y referencias |
| N.º | Campeona              | Fecha                               | Evento                   | Ubicación                          | Reinado      | Días         | Notas y referencias |
| --- | --------------------- | ----------------------------------- | ------------------------ | ---------------------------------- | ------------ | ------------ | --- |
| 1   | June Byers            | Live event                          | 20 de agosto de 1954     | Atlanta, Georgia                   | 1            | 499-3786     | Byers luchó contra Mildred Burke por el Campeonato Mundial Femenino de la NWA en un 2-out-of-3 Falls match. La comisión detuvo el combate entre Burke y Byers al final de la segunda caída, despojó a Burke del título y se lo otorgó a Byers. Burke estableció el Campeonato Mundial de la WWWA y continuó reconociéndose a sí misma como la Campeona Mundial Femenina. |
| —   | Vacante               | —                                   | 1956/1964                | —                                  | —            | —            | Debido a que los promotores de la NWA de Nueva York, Nueva Jersey y Baltimore (liderados por Vince McMahon Sr.) dejan de reconocer a June Byers como campeona y la Comisión Atlética de Baltimore la despoja del campeonato en 1956. Byers, con el apoyo del promotor Billy Wolfe, continúa siendo reconocida por la mayoría de la National Wrestling Alliance hasta su retiro en 1964. |
| 2   | The Fabulous Moolah   | Live event                          | 18 de septiembre de 1956 | Baltimore, Maryland                | 1            | 3651         | Moolah derrotó a Judy Grable al final de una batalla real de 13 mujeres. Moolah no fue totalmente reconocida por la National Wrestling Alliance como la nueva Campeona Mundial Femenina de la NWA hasta 1964 porque Billy Wolfe, con quien Moolah tuvo una pelea al principio de su carrera, todavía controlaba la mayor parte de la NWA. Penny Banner, campeona mundial de mujeres de la AWA, también es brevemente reconocida en algunos territorios de la NWA después del retiro de Byers en 1964. |
| 3   | Bette Boucher         | Live event                          | 17 de septiembre de 1966 | Seattle, Washington                | 1            | 16           | |
| 4   | The Fabulous Moolah   | Live event                          | 30 de septiembre de 1966 | Vancouver, Canadá                  | 2            | 524          | |
| 5   | Yukiko Tomoe          | Live event                          | 10 de marzo de 1968      | Osaka, Osaka                       | 1            | 23           | |
| 6   | The Fabulous Moolah   | Live event                          | 2 de abril de 1968       | Hamamatsu, Shizuoka                | 3            | 3841         | |
| N/A | Sue Green             | Live event                          | 2 de febrero de 1976     | Nueva York, Nueva York             | 1            |              | |
| N/A | The Fabulous Moolah   | Live event                          | 5 de marzo de 1976       | Nueva York, Nueva York             | 4            | N/A          | La victoria de Sue Green no es reconocida por la NWA. El reinado de Moolah desde 1968 hasta 1978 se considera ininterrumpido. |
| 7   | Evelyn Stevens        | Live event                          | 8 de octubre de 1978     | Dallas, Texas                      | 1            | 1            | |
| 8   | The Fabulous Moolah   | Live event                          | 10 de octubre de 1978    | Fort Worth, Texas                  | 4            | 1909         | |
| —   | Vacante               | —                                   | 31 de diciembre de 1983  | —                                  | —            | —            | La World Wrestling Federation (WWF) se retiró de la NWA en 1983, y Moolah vendió el campeonato a la WWF. La WWF reconoce a Moolah como campeona, pero no reconoce los cambios de título anteriores: consulte el Campeonato Femenino de la WWE. |
| 9   | Debbie Combs          | Live event                          | 12 de febrero de 1986    | Honolulu, Hawái                    | 1            | 3739         | |
| 10  | Malia Hosaka          | Live event                          | 9 de mayo de 1996        | Johnson City, Tennessee            | 1            | 1            | |
| 11  | Debbie Combs          | Live event                          | 10 de mayo de 1996       | Fall Branch, Tennessee             | 2            | 144-174      | |
| —   | Vacante               | —                                   | N/A                      | Octubre de 1996                    | —            | —            | Debido a que Combs fue despojada del título. |
| 12  | Strawberry Fields     | NWA 52nd Anniversary Show           | 14 de octubre de 2000    | Nashville, Tennessee               | 1            | 18-47        | Derrotó a Leilani Kai por el título vacante. |
| —   | Vacante               | N/A                                 | Noviembre de 2000        | —                                  | —            | —            | Debido a una lesión de Fields. |
| 13  | Madison               | Live event                          | 23 de agosto de 2002     | Surrey, Columbia Británica         | 1            | 64           | Derrotó a Bam Bam Bambi por el título vacante. |
| 14  | Char Starr            | NWA 54nd Anniversary Show           | 26 de octubre de 2002    | Corpus Christi, Texas              | 1            | 41           | |
| 15  | Madison               | Live event                          | 6 de diciembre de 2002   | Port Coquitlam, Columbia Británica | 2            | 96           | |
| 16  | Leilani Kai           | NWA:TNA Weekly PPV #35              | 12 de marzo de 2003      | Nashville, Tennessee               | 1            | 465          | |
| —   | Vacante               | N/A                                 | 19 de junio de 2004      | —                                  | —            | —            | Debido a que Kai no apareció en varios shows. |
| 17  | Kiley McLean          | Live event                          | 19 de junio de 2004      | Richmond, Virginia                 | 1            | 308          | Derrotó a Kameo por el título vacante. |
| 18  | Lexie Fyfe            | Live event                          | 23 de abril de 2005      | Richmond, Virginia                 | 1            | 138          | |
| 19  | Christie Ricci        | NWA 57th Anniversary Show           | 8 de octubre de 2005     | Nashville, Tennessee               | 1            | 476          | Fue un Triple Threat Match, la incluyó a Tasha Simone. |
| 20  | MsChif                | Live event                          | 27 de enero de 2007      | Lebanon, Tennessee                 | 1            | 98           | |
| 21  | Amazing Kong          | Live event                          | 5 de mayo de 2007        | Streamwood, Illinois               | 1            | 358          | |
| 22  | MsChif                | Live event                          | 27 de abril de 2008      | Cape Girardeau, Misuri             | 2            | 818          | |
| 23  | Tasha Simone          | Live event                          | 24 de julio de 2010      | Lebanon, Tennessee                 | 1            | 70           | |
| 24  | La Reina de Corazones | Live event                          | 2 de octubre de 2010     | Altus, Oklahoma                    | 1            | 35           | |
| —   | Vacante               | N/A                                 | 6 de noviembre de 2010   | Lebanon, Tennessee                 | —            | —            | Debido a que Reina de Corazones se negó a defender el título. |
| 25  | Tasha Simone          | Live event                          | 6 de noviembre de 2010   | Lebanon, Tennessee                 | 2            | 365          | Derrotó a Rachel por el título vacante. |
| 26  | Tiffany Roxx          | Live event                          | 5 de noviembre de 2011   | Lebanon, Tennessee                 | 1            | 49           | Fue un No Disqualification Match. |
| 27  | Tasha Simone          | Live event                          | 25 de diciembre de 2011  | Lebanon, Tennessee                 | 3            | 300          | Fue un Steel Cage Match. |
| 28  | Kacee Carlisle        | Live event                          | 20 de octubre de 2012    | Lebanon, Tennessee                 | 1            | 462          | |
| 29  | Barbi Hayden          | Live event                          | 25 de enero de 2014      | Cypress, Texas                     | 1            | 378          | |
| 30  | Santana Garrett       | Live event                          | 7 de febrero de 2015     | Plant City, Florida                | 1            | 314          | |
| 31  | Amber Gallows         | Live event                          | 10 de diciembre de 2015  | Sherman, Texas                     | 1            | 273          | Derrotó a Santana Garrett, Bree Ann y a Nikki Knight en un Fatal-4 Way Elimination Match. |
| 32  | Jazz                  | NWA Texoma                          | 16 de septiembre de 2016 | Sherman, Texas                     | 1            | 948          | Derrotó a Amber Gallows y a Christi Jaynes. |
| —   | Vacante               | N/A                                 | 22 de abril de 2019      | N/A                                | —            | —            | La NWA anunció que Jazz dejó vacante el título debido por razones médicas y personales. |
| 33  | Allysin Kay           | Crockett Cup                        | 27 de abril de 2019      | Concord, Carolina del Norte        | 1            | 272          | Derrotó a Santana Garrett por el título vacante. |
| 34  | Thunder Rosa          | Hard Times                          | 24 de enero de 2020      | Atlanta, Georgia                   | 1            | 277          | [ 4 ] |
| 35  | Serena Deeb           | UWN Primetime Live                  | 27 de octubre de 2020    | Long Beach, California             | 1            | 222          | [ 5 ] |
| 36  | Kamille               | When Our Shadows Down               | 6 de junio de 2021       | Atlanta, Georgia                   | 1            | 812          | [ 6 ] |
| 37  | Kenzie Paige          | NWA 75th Anniversary Show - Noche 2 | 27 de agosto de 2023     | San Luis, Misuri                   | 1            | 680+         | |

### Total de días con el título

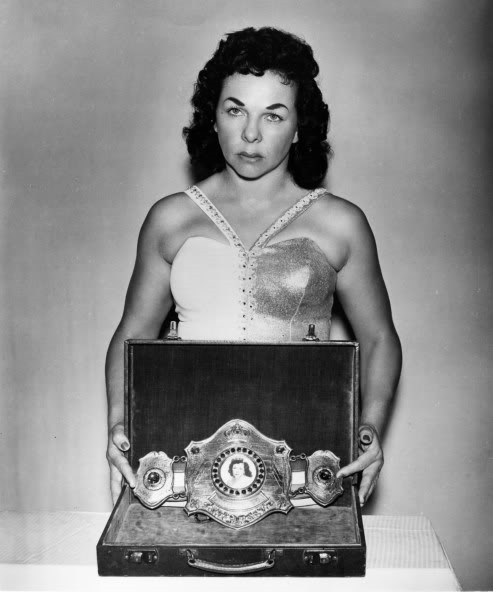
The Fabulous Moolah, cinco veces campeona.

| Luchador            | Días     | Fecha en que ganó        | Fecha en que perdió      | Notas             |
| ------------------- | -------- | ------------------------ | ------------------------ | ----------------- |
| June Byers          | 499-3786 | 20 de agosto de 1954     | 1956/1964                | Su único reinado  |
| Debbie Combs        | 3739     | 12 de febrero de 1986    | 9 de mayo de 1996        | Su primer reinado |
| The Fabulous Moolah | 3651     | 18 de septiembre de 1956 | 17 de septiembre de 1966 | Su primer reinado |

| + | Indica la actual campeona.                                                                              |
| ¤ | La duración exacta del reinado de un título es incierta; la longevidad combinada puede no ser correcta. |

| N.º | Luchadora             | Número de reinados | Reinados combinados |
| --- | --------------------- | ------------------ | ------------------- |
| 1   | The Fabulous Moolah   | 4(5)               | 9,925¤              |
| 2   | Debbie Combs          | 2                  | 3,461¤              |
| 3   | June Byers            | 1                  | 499-3786¤           |
| 4   | Jazz                  | 1                  | 948                 |
| 5   | MsChif                | 2                  | 916                 |
| 6   | Kamille               | 1                  | 812                 |
| 7   | Tasha Simone          | 3                  | 734                 |
| 8   | Kenzie Paige          | 1                  | 680+                |
| 9   | Christie Ricci        | 1                  | 476                 |
| 10  | Leilani Kai           | 1                  | 465                 |
| 11  | Kacee Carlisle        | 1                  | 462                 |
| 12  | Barbi Hayden          | 1                  | 378                 |
| 13  | Amazing Kong          | 1                  | 358                 |
| 14  | Kiley McLean          | 1                  | 318                 |
| 15  | Santana Garrett       | 1                  | 314                 |
| 16  | Thunder Rosa          | 1                  | 277                 |
| 17  | Amber Gallows         | 1                  | 273                 |
| 18  | Allysin Kay           | 1                  | 272                 |
| 19  | Serena Deeb           | 1                  | 222                 |
| 20  | Lexie Fyfe            | 1                  | 168                 |
| 21  | Madison               | 2                  | 160                 |
| 22  | Tiffany Roxx          | 1                  | 50                  |
| 23  | Char Starr            | 1                  | 41                  |
| 24  | La Reina de Corazones | 1                  | 35                  |
| 25  | Yukiko Tomoe          | 1                  | 23                  |
| 26  | Strawberry Fields     | 1                  | 18–47¤              |
| 27  | Bette Boucher         | 1                  | 16                  |
| 28  | Evelyn Stevens        | 1                  | 1                   |
| 29  | Malia Hosaka          | 1                  | 1                   |
| 30  | Bambi                 | 2                  | N/A                 |
| 31  | Mildred Burke         | 1                  | N/A                 |
| 32  | Peggy Lee Leather     | 1                  | N/A                 |

### Mayor cantidad de reinados
| Reinados | Luchadora (s)                 |
| -------- | ----------------------------- |
| 5 veces  | The Fabulous Moolah           |
| 3 veces  | Tasha Simone                  |
| 2 veces  | Debbie Combs, Madison, MsChif |